# Kolam
Kolam is een bestuurslaag in het regentschap Deli Serdang van de provincie Noord-Sumatra, Indonesië. Kolam telt 14.561 inwoners (volkstelling 2010).